# 傲雲峰
傲雲峰（英語：Sky Tower）位於香港九龍馬頭涌宋皇臺道38號，毗鄰啟德體育園及港鐵宋皇臺站，於2004年6月至10月入伙，是新世界發展、長江實業、上海實業共同發展的大型私人住宅項目，共有6座高58層的大樓（第1-3、5-7座），基座為8度海逸酒店，所在地於1920年代填海得來，前身為1937年建成的天廚味精製造廠（天廚中心及天廚化工廠）及南洋兄弟煙草製煙廠。屋苑由興業建築師樓設計，示範單位曾設於尖沙咀新世界中心B1層（現為K11 MUSEA）。

## 會所及設施
屋苑豪華住客會所Sky Club佔地約12萬方呎，有戶外泳池、水力按摩池、健身室、桑拿及蒸氣浴室、羽毛球場、桌球室、鋼琴室及卡拉OK室等。平台花園面積超過7萬方呎，休憩設施合共20萬方呎。停車場樓高三層，設有住客和訪客車位。
屋苑設有地面商舖，位於北帝街和木廠街。

## 酒店
8度海逸酒店位於該屋苑的基座，設有740間房間。
長江實業和新世界發展共同持有的酒店地皮於2009年透過律師行第二度招標出售，最終由長江實業購入，亦由旗下的海逸國際酒店集團營運。

## 圖片

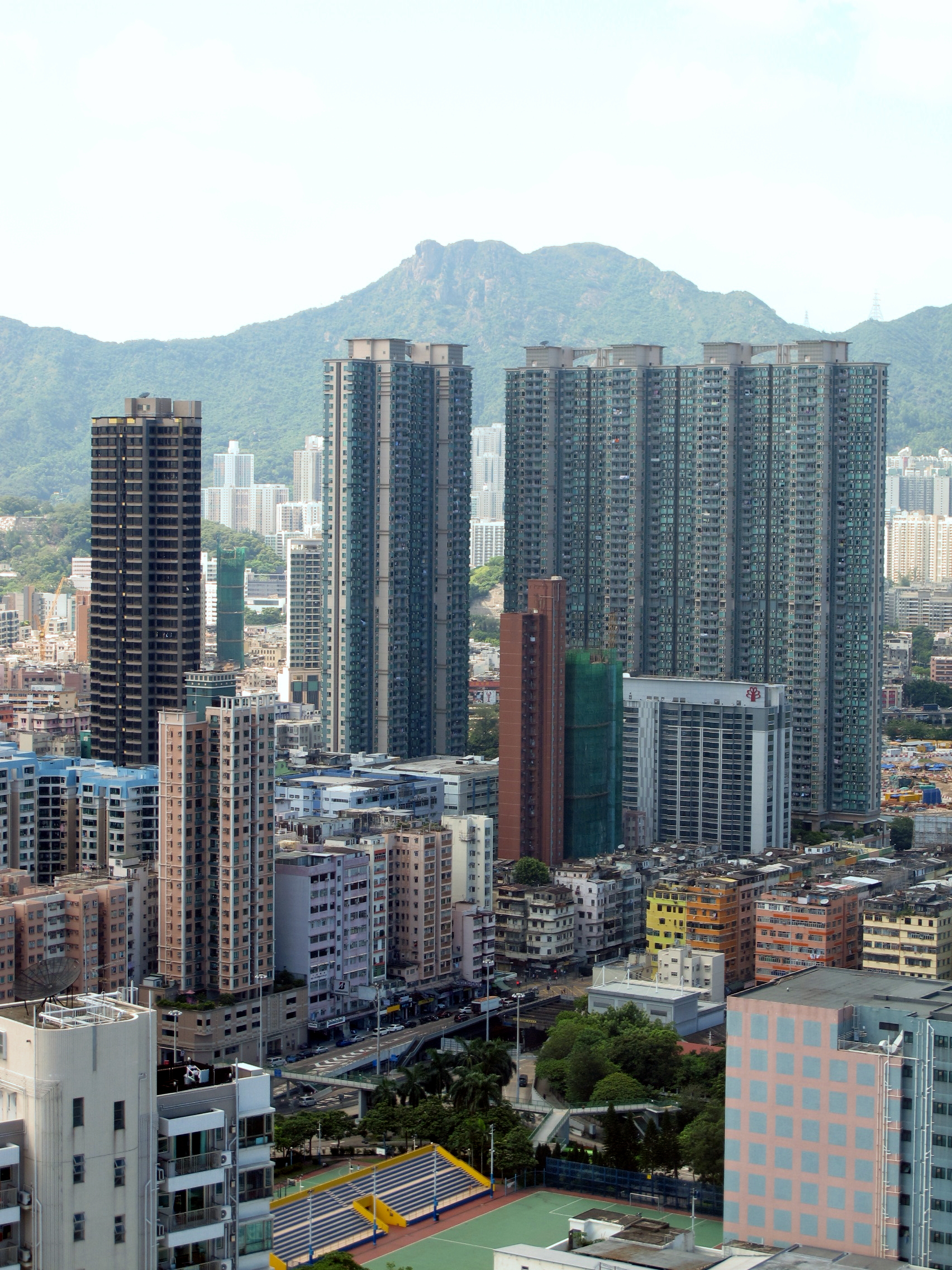
傲雲峰與獅子山山脊線
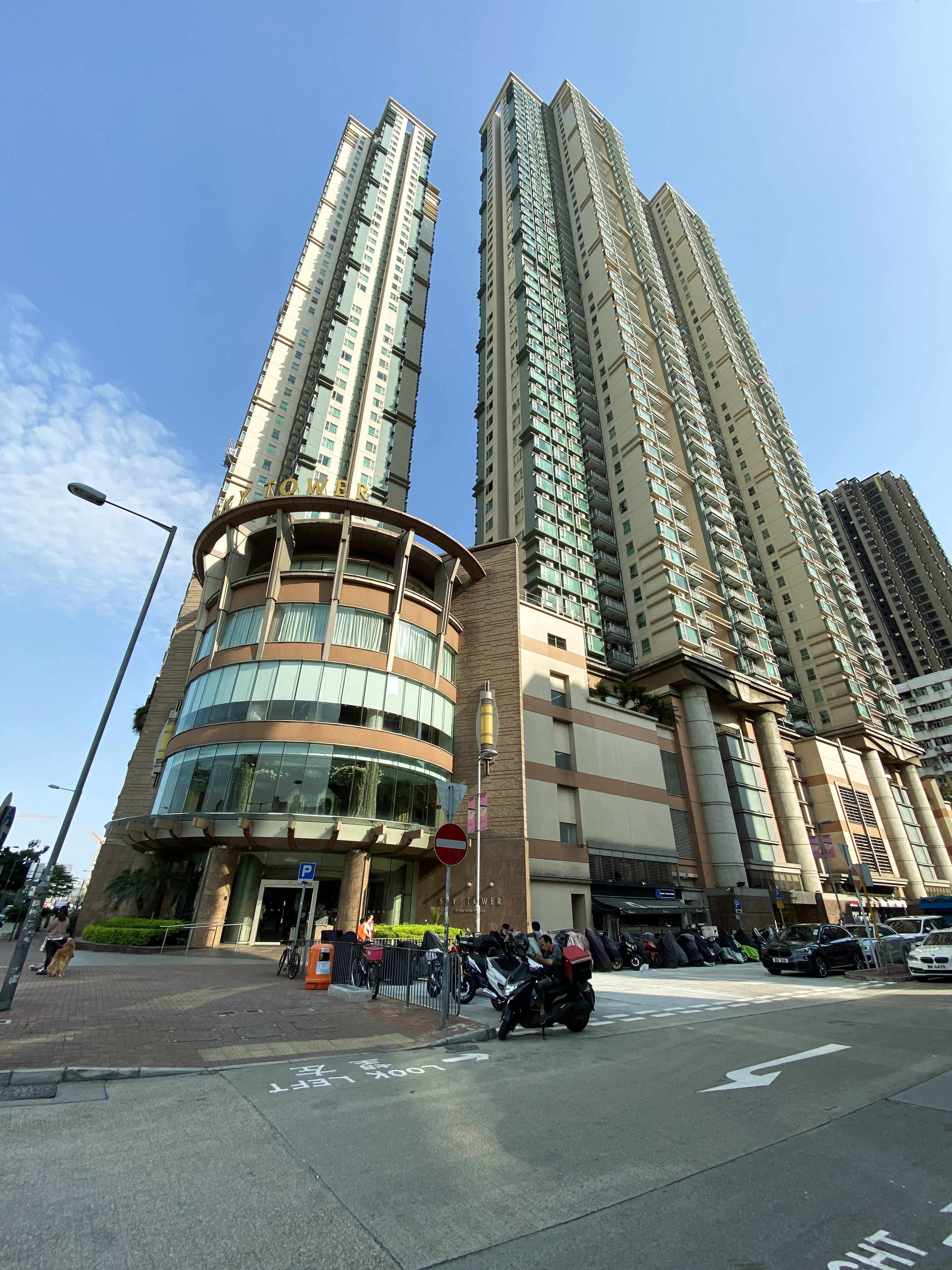
傲雲峰正門（宋皇臺道、北帝街交界）